# Слідство вели...
«Слідство вели… з Леонідом Каневським» (рос. «Следствие вели... с Леонидом Каневским») — цикл документальних передач телеканалу НТВ про найбільш резонансні злочини, скоєні в СРСР. Сюжет супроводжується розповідями про повсякденне життя радянських громадян. Ведучий — Леонід Каневський.

## Сюжет
З моменту запуску документальні телефільми мали обмеження і були присвячені кримінальних справах з 1917 по 1991 роки (з рідкісними винятками). Ближче до 2015 року документальні телефільми почали висвітлювати кримінальні справи, що виникли й до 1999 року.
Крім розповідей про досягнення радянської криміналістики, у цій телепередачі «не просто розповідали про злочини та зловмисників радянського часу, а й показували минулу епоху, аби молоді глядачі змогли відчути дух минулого часу, а глядачі старші — ностальгію за минулим». З цією метою в фільмах не просто розповідається про злочини, а й дається пояснення побутових деталей радянського часу, які можуть бути незрозумілі окремим телеглядачам.
З початку зйомок передачі Леонід Каневський зазначив право на свою суб'єктивну точку зору:

| Хтось був засуджений, хтось ще від чогось постраждав, хтось не був винен — наша програма висуває свою версію того, що сталося і в цьому дуже важливе моє сприйняття тих подій. Мене ж глядач сприймає як автора, оповідача, дослідника, який сам покопався в архівах.Оригінальний текст (рос.) Кто-то был осуждён, кто-то ещё от чего-то пострадал, кто-то был невиновен — наша программа выдвигает свою версию происшедшего и в этом очень важно моё восприятие тех событий. Меня же зритель воспринимает как автора, рассказчика, исследователя, который сам покопался в архивах[2]. |

### Створення
Назва циклу є відсиланням до циклу радянських і російських детективних телефільмів 1970—2000-х років «Слідство ведуть ЗнаТоКи», де Леонід Каневський виконав одну з головних ролей.
Журналісти шукають теми, збирають факти, деталі і на основі цього пишеться сценарій. Після чого знімається реконструкція подій.

### Випуски
Випуски передачі присвячені знаменитим злочинам, надзвичайним подіям і злочинцям.

## Сприйняття
Цикл «Слідство вели…» отримав неоднозначне сприйняття в глядачів і критиків.
Згідно з російською газетою «Советская Россия», передача має виражено політизований, антирадянський характер і демонструє, що в СРСР все було погано, при цьому Леонід Каневський регулярно відволікається на справи, що не мають стосунку до теми випуску. Проте «Грани.ру» пропонує протилежну позицію: «Слідство вели…» прикрашає та виправдовує радянську буденність і підносить застійну епоху Брежнєва як час найбільшого розквіту СРСР.
Деякі епізоди журналісти розкритикували за викривлення інформації про злочини, що сталися порівняно нещодавно. Видання «Москвич» писало, що в передачі неодноразово фото одних людей видаються за знімки інших. Передача в цілому описувалася як «колгоспна» копія американської «True Crimes» з Майклом Вінером. Творці циклу звинувачувалися в вигадуванні не тільки деталей реальних справ, а й цілих сюжетів, основою для яких слугують радянські фільми та детективна проза. Сайт РАПСИ (Російське агентство правової та судової інформації) повідомляє, що в сюжеті «Кругова порука» (Круговая порука) 12 березня 2017 року про дитбудинок у Комі використано архівні матеріали про інший заклад у Сиктивкарі, і ці матеріали супроводжуються словами, що «паплюжить ділову репутацію» дитбудинку.